# Neophylax japonicus
Neophylax japonicus är en nattsländeart som beskrevs av Schmid 1964. Neophylax japonicus ingår i släktet Neophylax och familjen Uenoidae. Inga underarter finns listade i Catalogue of Life.